# Emmanuel-Joseph Sieyès
Emmanuel-Joseph Sieyès, conocido como el Abate Sieyès (Fréjus, 3 de mayo de 1748 - París, 20 de junio de 1836) fue un político, eclesiástico, ensayista y académico francés, uno de los teóricos de las constituciones de la Revolución francesa y de la era napoleónica.

## Biografía
Nació en Fréjus, en el sur de Francia, y se formó en el seminario de Saint-Sulpice, París, y en la Sorbona. Se vio imbuido de las enseñanzas de John Locke, Étienne Bonnot de Condillac y otros pensadores políticos con especial preferencia por la teología. Sacerdote a pesar de sus pocas convicciones, su aprendizaje le permitió una rápida promoción a vicario general y canciller de la diócesis de Chartres. Sin embargo, era consciente de que al no ser noble, tenía pocas oportunidades de promoción en el seno de la iglesia.
En 1788, la convocatoria de los Estados Generales de Francia, tras un intervalo de más de un siglo y medio, y la invitación de Jacques Necker a las personas instruidas para exponer sus puntos de vista para la organización de los Estados Generales, permitió a Sieyès publicar Consideraciones sobre los medios de actuación de los cuales podrán disponer los representantes de Francia en 1789, donde sienta las bases de su pensamiento político. Escribe Ensayo sobre los privilegios y el mismo año publica su celebrado panfleto: «Qu’est-ce que le tiers état?» (¿Qué es el Tercer Estado?). Comenzaba con la respuesta a la pregunta «Todo. ¿Qué ha sido hasta ahora en el orden político? Nada. ¿Qué es lo que desea? Ser algo». Por estas palabras, se decía que estaba en deuda con Nicolas Chamfort. El panfleto tuvo mucho éxito, y su autor fue admitido en los clubes y las sociedades más selectas de París. A pesar de ser sacerdote, optó por no sentarse con el clero en los Estados Generales y fue elegido como el último (el vigésimo) de los representantes del Tercer Estado por París.
A pesar de su poca habilidad como orador, su influencia era grande. Fue el impulsor de la constitución de la Asamblea Nacional por el Tercer Estado, cuando este abandonó los Estados Generales bloqueados por la nobleza y el alto clero, el 10 de junio de 1789, seguido por el clero pobre y algunos nobles. El 20 de junio, es uno de los redactores del Juramento del Juego de Pelota (Serment du Jeu de paume) por el que la Asamblea se declara Asamblea Constituyente y emprende la redacción de la Constitución que se aprobará en 1791. Colaboró también en la redacción de la Declaración de Derechos del Hombre y del Ciudadano en 1789.
En el seno del Comité para la Constitución, Sieyès tiende hacia el sufragio universal pero se opone a la abolición de los títulos y la confiscación de las tierras de la Iglesia. Se opuso al derecho de veto absoluto del Rey, veto el cual apoyó infructuosamente Honoré Mirabeau. Para la mayor parte de los asuntos, guardó para sí sus opiniones en la Asamblea, hablando muy raramente y generalmente con brevedad y ambigüedad oral. Tuvo una considerable influencia en la división administrativa del territorio nacional en departamentos, pero tras la primavera de 1790, fue eclipsado por otros. Sólo una vez más fue elegido presidente bisemanal de la Asamblea Nacional Constituyente. Renunció al sacerdocio para obedecer a la constitución civil del clero en 1790.
Excluido de la Asamblea Legislativa por la ordenanza autoexcluyente de Maximiliano Robespierre, reapareció en la Tercera Asamblea Nacional, conocida como la Convención (septiembre de 1792- septiembre de 1795), donde se sentaba en la parte central llamada «la llanura» o «el pantano» (la plaine, le marais). Aquí su autocensura fue aún más notable, en parte por disgusto y en parte por timidez. Más tarde caracterizó su conducta durante el Terror en la frase irónica: J'ai vécu (He sobrevivido). Votó a favor de la muerte de Luis XVI, pero no en los términos despectivos que se le atribuyeron. Era conocido su desacuerdo con muchas de las provisiones de las constituciones de los años 1791 y 1792, pero hizo poco por mejorarlas.
En 1795, fue durante 6 meses miembro del Comité de Salvación Pública en el que abogó por una política expansionista. El mismo año, fue en misión diplomática a La Haya, y sirvió como instrumento para trazar un tratado entre las repúblicas de Francia y Baviera. Disintió con la Constitución de 1795 (la del Directorio ejecutivo) en muchas e importantes partes, y rehusó servir como Director de la República. En mayo de 1798 fue como embajador plenipotenciario de Francia a la corte de Berlín, para tratar de inducir a Prusia para hacer causa común con Francia contra la Segunda Coalición de monarquías europeas en guerra contra Francia. Su conducta fue ejemplar, pero no obtuvo el resultado deseado. El prestigio que envolvía a su nombre le llevó a ser elegido uno de los cinco miembros del Directorio de Francia en lugar de Jean-François Reubell, en mayo de 1799.
Ya entonces estaba preparando la caída del Directorio, y se dice[¿quién?] que Emmanuel Sieyes consideró la llegada al poder en París de personajes tan despreciados como el Archiduque Carlos y el Duque de Brunswick. Se dedicó a minar la Constitución de 1795. Con este ánimo hizo que el resucitado club Jacobino fuera cerrado, y sondeó al general Joubert para dar un golpe de Estado. La muerte de Joubert en la Batalla de Novi, y el retorno de Napoleón de Egipto cambió sus esquemas, pero finalmente llegó a un entendimiento con el joven general. Sieyès buscaba un hombre fuerte capaz de impedir el regreso inminente de los monárquicos y salvar así lo que quedaba de la Revolución. Tras el golpe de Estado de 18 de Brumario, Sieyès produjo la constitución perfecta que tanto tiempo había planeado, sólo para ser completamente remodelada por Bonaparte, quien de este modo, dio un golpe dentro del golpe.

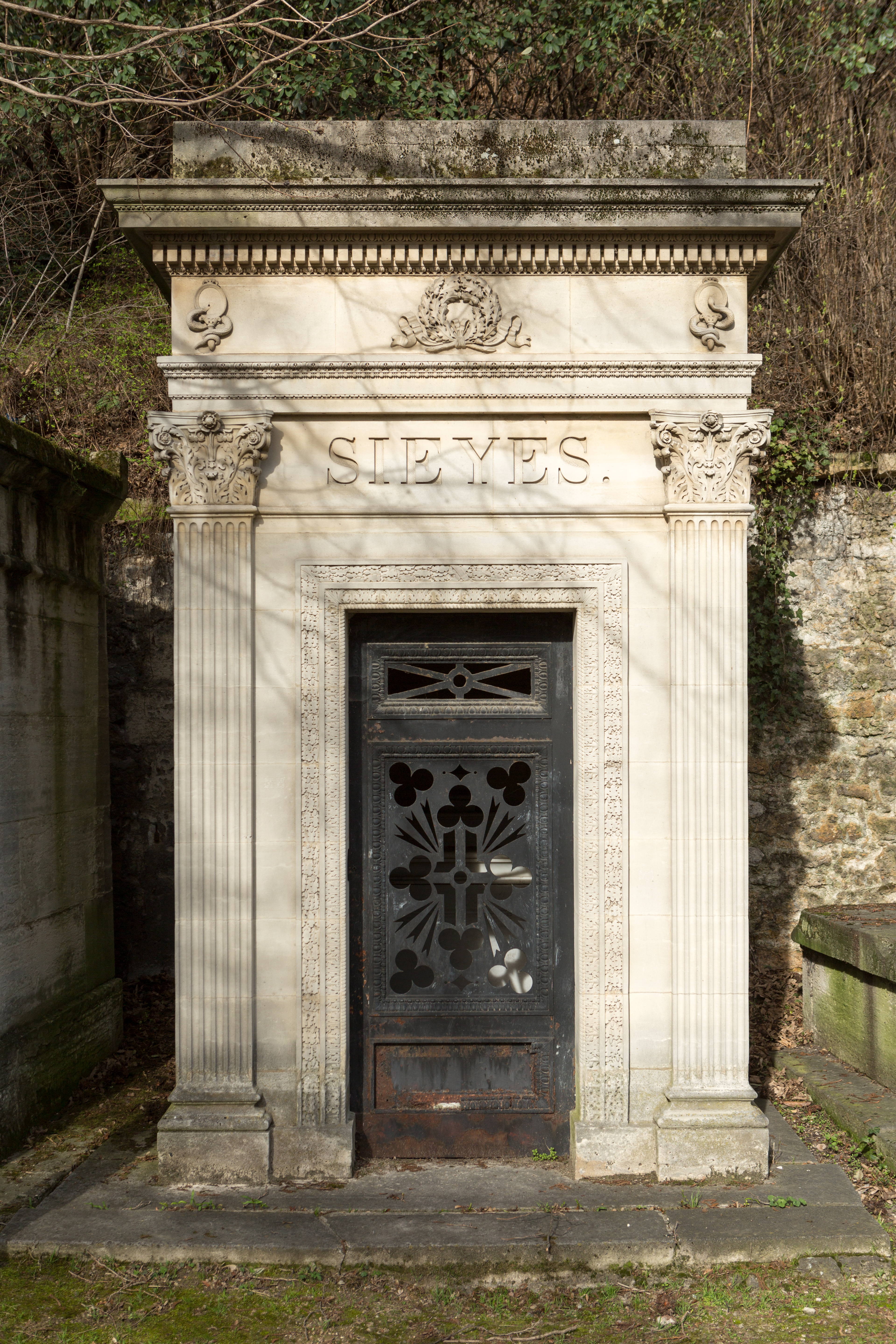
La tumba de Sieyès en París.

Sieyès se retiró pronto del puesto de cónsul provisional que había aceptado tras el golpe de brumario, para sin embargo convertirse poco después en uno de los tres Cónsules que gobernaban durante el Consulado de Napoleón Bonaparte, y ser nombrado posteriormente presidente del Senado. Tras la represión abusiva llevada a cabo con el pretexto del atentado de la calle Saint-Nicaise, en 1800 en París, defendió en el Senado los procedimientos por los cuales Bonaparte había eliminado a los líderes jacobinos. El Imperio marginó a Sieyès políticamente, aunque este conservase su puesto de senador hasta 1815. Algunos rumores[¿quién?] conectan el retiro de Emmanuel con la adquisición de una bonita finca en Crosne. Durante el Imperio, que le concedió el título de conde en 1809, raramente emergió de su retiro.
En la época de la restauración borbónica (de 1814 a 1830), fue desterrado de Francia por regicida y se instaló en Bruselas. Tras la revolución de julio de 1830, regresó de nuevo. Fallece en 1836 en París a la edad de 88 años. Está enterrado en el cementerio del Père-Lachaise.

## Miembro de la Academia Francesa
Después de que se interrumpieran las actividades de la Academia Francesa en 1793, se crea en 1795 la Academia de Ciencias Morales y Políticas (Académie des sciences morales et politiques) como parte del Instituto de Francia (Institut de France), de la que Sieyès será miembro. Cuando se restablece la Academia Francesa en 1803, Sieyès pasa a ocupar el sillón n.º 31, dejado libre por Jean Sylvain Bailly. Sieyès será expulsado de la Academia en 1816, en consonancia con el ostracismo al que le condenarán los gobiernos de Luis XVIII y Carlos X, y será de nuevo admitido en 1832 después de la llegada al trono de Luis Felipe I que puso fin a la Restauración borbónica.

## Obra

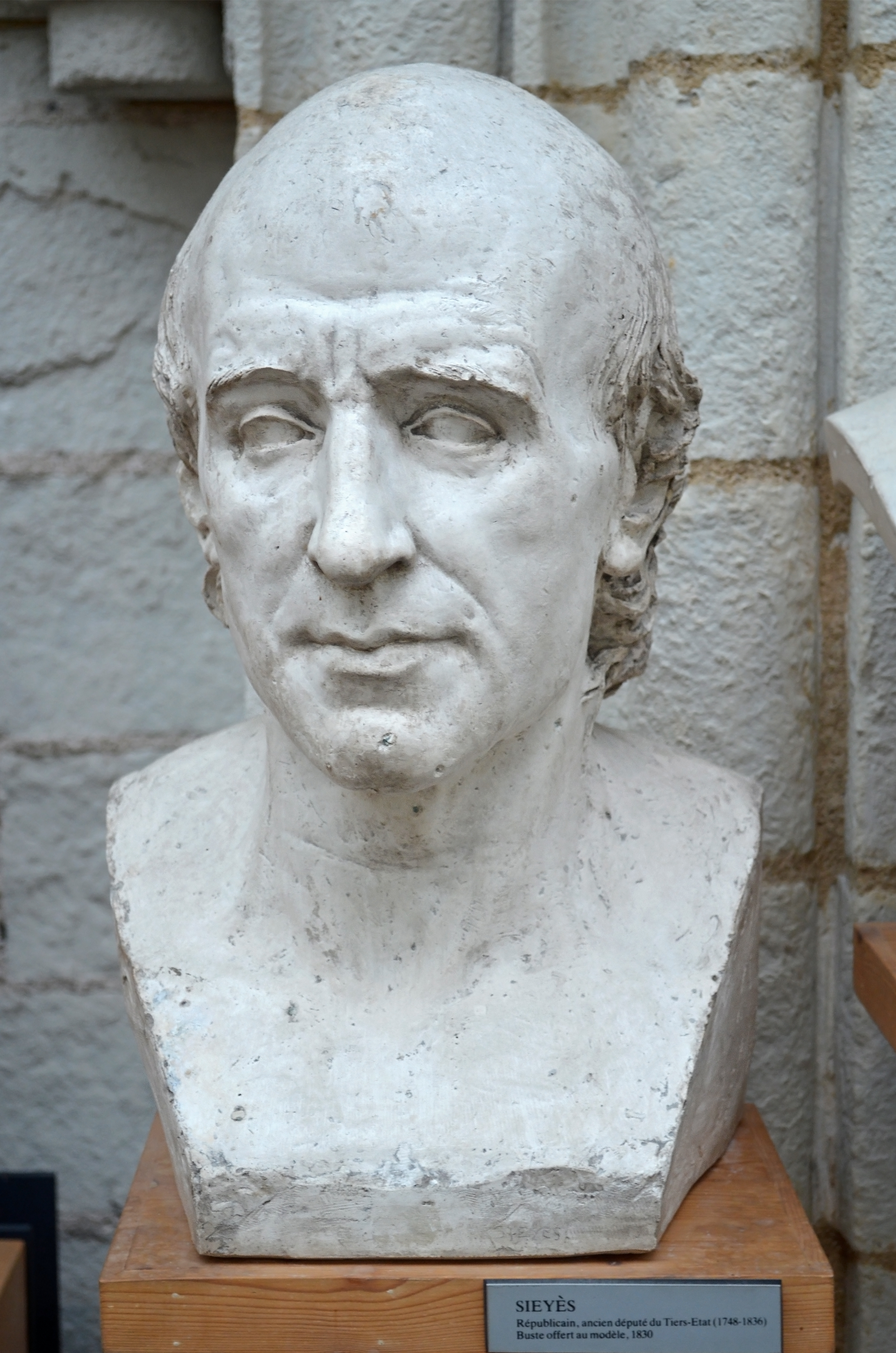
Sieyès, David d'Angers (1838).

- Des Manuscrits de Sieyès. 1773-1799 y 1770-1815 tomos I y II publicados bajo la dirección de Christine Fauré con la colaboración de Jacques Guilhaumou, Jacques Vallier y Françoise Weil, París: Champion, 1999 y 2007.
- 1789, ¿Qué es el Tercer Estado?, la versión más completa es la tercera (mayo de 1789), ampliada con respecto a las anteriores y definitiva a juicio del propio Sièyes.
- Vues sur les moyens d'exécution dont les représentants de la France pourront disposer en 1789 (Ideas sobre los medios de actuación de que podrán disponer los Diputados de Francia en 1789 (segunda edición, 1789).
- Essai sur les privilèges, Ensayo sobre los privilegios, 2.ª ed. 1789.

### A propósito de¿Qué es el tercer Estado?
El plan de este escrito es muy simple.Hacemos preguntas: 1º ¿Qué es el Estado llano? Todo. 2º ¿Qué ha sido hasta el presente en el orden político? Nada. 3º ¿Qué pide? Llegar a ser algo.
E.J. Sieyés ¿Qué es el Estado llano? (1789)

En su texto de enero de 1789, seis meses antes de la Revolución francesa, sienta un importante precedente que será recogido posteriormente a la hora de realizar el radical cambio desde una monarquía absoluta hacia un Estado social y de derecho (previo al actual Estado social y democrático de derecho).
La supremacía de la Ley se manifiesta a través de la Constitución adoptando la idea de Sieyès donde se distingue entre poder constituyente y poder constituido: la soberanía reside en el pueblo y el pueblo en el ejercicio del poder soberano ejerce el poder constituyente que elabora y aprueba la Constitución, y mediante el acto de creación de la Constitución crea los poderes constituidos, el legislativo, el ejecutivo y judicial. La separación de poderes siendo el parlamento el centro del sistema como postulaba Montesquieu deja de existir, ahora estos poderes van a tener unas fronteras difusas, colaborando unos con otros y compartiendo facultades.[cita requerida]
El legislativo ahora no va a aprobar leyes que contradigan la Constitución, van a estar por debajo de la Constitución y deben de respetar los mínimos valores compartidos por todos expresados en la Constitución que es la que da origen al legislativo.

### Legado
Las dos últimas décadas del siglo XX han visto resurgir el interés por los escritos de Sieyès, que están siendo objeto de numerosos estudios en Francia, España, Alemania, Italia, Rusia y Estados Unidos. Los análisis de su obra abarcan campos tan amplios como las ciencias políticas, la filosofía, el derecho, la historia, la metafísica y la sociología, de cuyo nombre es considerado el inventor.

### Diccionarios y enciclopedias
- Fierro, Alfred; Palluel-Guillard, André; Tulard, Jean (1995). «Sieyès, Emmanuel-Joseph». Histoire et dictionnaire du Consulat et de l'Empire. Bouquins (en francés). París: Robert Laffont. p. 1097. ISBN 978-2-221-11421-6.
- Suratteau, Jean-René (2005). «SIEYÈS Emmanuel Joseph».  En Soboul, Albert, ed. Dictionnaire historique de la Révolution française. Quadrige dicos poche (en francés). París: PUF. pp. 982-986. ISBN 978-2-13-053605-5.
- Tulard, Jean; Fayard, Jean-François; Fierro, Alfred (1989). «Sieyès (Emmanuel Joseph)». Historia y diccionario de la revolución francesa. Madrid: Cátedra. ISBN 9788437608464.

### Libros
- Máiz Suárez, Ramón (2007). Nación Y Revolución: La Teoría Política De Emmanuel Sieyès. Tecnos. ISBN 9788430945092.
- Charles Philippe Dijon de Monteton, Der lange Schatten des Abbé Bonnot de Mably. Divergenzen und Analogien seines Denkens in der Politischen Theorie des Grafen Sieyès, in: Thiele, U. (ed.): Volkssouveränität und Freiheitsrechte. Emmanuel Joseph Sieyes' Staatsverständnis, Nomos, Baden-Baden, 2009, S. 43-110
- Sieyès, Emmanuel Joseph (1985).  Francisco Ayala, ed. ¿Qué es el Tercer Estado?. Orbis. ISBN 84-7634-111-3.
- Sieyès, Emmanuel Joseph (1990).  Máiz Suárez, Ramón, ed. Escritos y discursos de la Revolución. Centro de Estudios Constitucionales. ISBN 84-259-0867-1.
- Sieyès, Emmanuel Joseph (1991).  Máiz Suárez, Ramón, ed. El Tercer Estado y otros escritos de 1789. Espasa Calpe. ISBN 84-239-1987-0.
- Sieyès, Emmanuel Joseph (2003).  Marta María Lorente Sariñena; Lydia Vázquez, eds. ¿Qué es el Tercer Estado? precedido de ensayo sobre los privilegios. Madrid: Alianza Editorial. ISBN 84-206-5586-4.